# Eglingham
Eglingham – wieś w Anglii, w hrabstwie Northumberland. Leży 57 km na północ od miasta Newcastle upon Tyne i 454 km na północ od Londynu. W 2001 miejscowość liczyła 357 mieszkańców.